# 고를리체-타르누프 공세
고를리체-타르누프 공세는 제1차 세계 대전 중 동부전선에서 1915년에 벌어진 동맹국과 러시아 제국 간의 전투다. 러시아 제국은 전년의 갈리치아 전투에서 승리하여 오스트리아-헝가리 제국 북동부 갈리치아 지역을 차지했지만 고를리체-타르누프 공세에서의 패배로 해당 지역을 상실했다. 러시아는 해당 지역을 이듬해에 진행된 브루실로프 공세를 통해 탈환했다.